# Psychrolutes microporos
El pez borrón o pez gota (Psychrolutes microporos) es un pez de la familia Psychrolutidae que vive en las aguas de Nueva Zelanda y el este de Australia. Vive en aguas profundas, más o menos a unos 1000 metros de profundidad. También llamado en inglés como blobfish, es un animal muy raramente encontrado debido a la inaccesibilidad de su hábitat, rara vez es visto por los seres humanos. Roberto Danovaro, profesor de Biología marina de la Universidad de Ancona, afirmó:[cita requerida]

Son seres vivos desconocidos porque los pescadores casi nunca los capturan. Temen que se les rompan las redes en las rocas puntiagudas. En estas montañas ya hemos censado 250.000, de los cuales hemos podido estudiar 30.000.

[cita requerida]
Su carne es principalmente una masa gelatinosa, con una densidad un poco menor que la del agua, lo que permite a los peces flotar por encima del fondo marino sin gastar energía en la natación. La relativa falta de músculo no es una desventaja, ya que principalmente se traga cualquier comestible que flota por delante de él. 